# Kontikia
Kontikia ist eine Gattung der Landplanarien, die ursprünglich von Inseln der indopazifischen Region stammt. Verschiedene Arten der Gattung wurden in andere Regionen eingeschleppt.

## Merkmale
Arten der Gattung Kontikia haben einen länglichen Körper mit einer Kriechsohle, die bauchseitig ein bis zwei Drittel der Körperbreite einnimmt. Die mesenchymale Muskulatur umfasst gut entwickelte Längsmuskeln, die einen Ring um den Darm bilden. Der Kopulationsapparat kann je nach Stärke der Kontraktion eine ausgeprägte Penispapille haben.

## Arten
Zur Gattung Kontikia werden 26 Arten gezählt:
- Kontikia andersoni Jones, 1981
- Kontikia ashleyi (Fyfe, 1953)

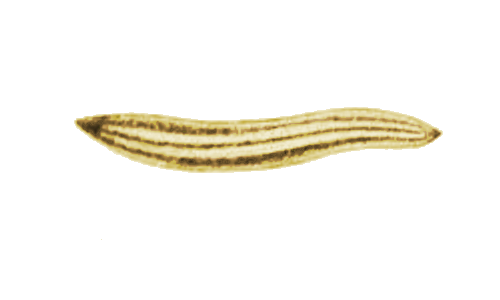
Kontikia whartoni

- Kontikia assimilis (von Graff, 1899)
- Kontikia atrata (Steel, 1887)
- Kontikia bulbosa Sluys, 1983
- Kontikia canaliculata (von Graff, 1899)
- Kontikia chapmani (Ogren & Kawakatsu, 1988)
- Kontikia circularis (Fyfe, 1956)
- Kontikia cookiana (Schröder, 1924)
- Kontikia coxii (Fletcher & Hamilton, 1888)
- Kontikia cyanea (Fyfe, 1956)
- Kontikia forsterorum (Schröder, 1924)
- Kontikia insularis (Prudhore, 1949)
- Kontikia kenneli (von Graff, 1899)
- Kontikia lyra (Steel, 1901)
- Kontikia marrineri (Dendy, 1911)
- Kontikia melanochroa (Steel, 1901)
- Kontikia nasuta (Loman, 1890)
- Kontikia orana Froehlich, 1955
- Kontikia pelewensis (von Graff, 1899)
- Kontikia quadrilineata (Haslauer-Gamish, 1982)
- Kontikia ranuii (Fyfe, 1953)
- Kontikia renschi (Haslauer-Gamish, 1982)
- Kontikia traversii (Moseley, 1877)
- Kontikia ventrolineata (Dendy, 1892)
- Kontikia whartoni (Gulliver, 1879)

## Systematik
Die Ausprägung der Penispapille wurde genutzt, um die Gattung Kontikia von der Gattung Parakontikia abzugrenzen. Diese Unterteilung wurde jedoch angezweifelt, da die Penispapille je nach Entwicklungsstand und Kontraktion stärker ausgeprägt ist. Arten aus Parakontikia werden aus diesem Grund häufig als Synonyme für Arten der Gattung Kontikia angesehen.

## Genetische Untersuchung
Das vollständige mitochondriale Genom von Kontikia ventrolineata (Synonym: Parakontikia ventrolineata) wurde  im Jahr 2020 entschlüsselt. Es zeigt ungewöhnliche Gemeinsamkeiten mit Platydemus manokwari, beispielsweise eine Colinearität, eine Überlappung zwischen MT-ND4L- und MT-ND4-Genen und ein ungewöhnlich langes  COX-2-Gen.